# Kirby e il pennello arcobaleno
Kirby e il pennello arcobaleno è un videogioco a piattaforme, parte della serie di Kirby, sviluppato dalla HAL Laboratory e pubblicato dalla Nintendo nel 2015. È conosciuto in Giappone come Touch! Kirby Super Rainbow (タッチ！カービィ スーパーレインボー?, Tatchi! Kābī Sūpāreinbō), in inglese Kirby and the Rainbow Curse (Nord America) e Kirby and the Rainbow Paintbrush (Europa).

## Trama
Durante una tranquilla giornata, un buco nero si apre nei cieli di Dream Land, per rubarne tutti i colori, pietrificando così tutto il paesaggio ed i suoi abitanti. Dallo stesso vortice esce tuttavia anche una fata di nome Elline, che, trasformandosi in un pennello, restituisce a Kirby e al Waddle Dee aiutante i loro colori. Successivamente, genera delle funi colorate con le quali guida i due attraverso il portale dal quale è venuta, in modo da sconfiggere il ladro e restituire i colori a Dream Land.

## Modalità di gioco
Il giocatore utilizza il Wii U GamePad per controllare Kirby o Waddle Dee. Kirby è bloccato, ma può muoversi e strisciare lungo le linee arcobaleno che il giocatore stesso può creare toccando il touchscreen. Ogni 100 stelle collezionate Kirby ottiene un power-up che aumenta le sue dimensioni e le permette di distruggere blocchi normalmente indistruttibili. Come in Kirby e la stoffa dell'eroe, Kirby può assumere varie forme durante il gioco: un sottomarino, un razzo o un carro armato. Queste forme sono indispensabili per superare alcune parti di livello, poiché alterano il gameplay. Al gioco possono partecipare fino a un massimo di 4 giocatori. Uno Kirby e gli altri Waddle Dee, utilizzando il Wii U GamePad o il WiiRemote. Waddle Dee può aiutare Kirby, ma a differenza di essa non è bloccato. Ogni livello contiene 5 scrigni del tesoro. Alcuni di questi possono essere facilmente raggiungibili, altri richiedono di risolvere un puzzle o di portare a termine delle prove a tempo in alcune piccole stanze. Il gioco supporta gli Amiibo, tra i quali Kirby, King Dedede e Meta Knight. L'Amiibo Kirby permette di eseguire uno Star-Dash, King Dedede dà più punti ferita e Meta Knight maggiore potenza d'attacco.

## Sviluppo
Quando videro per la prima volta il Wii U GamePad, gli sviluppatori si resero conto che avrebbero potuto incorporare il multiplayer nel nuovo gioco. Decisero quindi di utilizzare la stessa linea di disegno di Kirby: l'oscuro disegno, festeggiando anche il suo decimo anniversario, sviluppando mondo e personaggi completamente in argilla, senza doversi preoccupare così delle animazioni e dando una maggiore idea della tridimensionalità. Waddle Dee fu scelto ad accompagnare Kirby nella sua avventura perché personaggi come King Dedede o Meta Knight non erano adatti a proteggere Kirby.

## Accoglienza
Kirby e il pennello arcobaleno ha ricevuto generalmente recensioni positive. Ha ricevuto un punteggio del 75% da GameRankings, basato su 44 recensioni e 74/100 da Metacritic, basato su 53 recensioni. La rivista giapponese Famitsū ha assegnato un voto di 34/40, affermando che:
Giant Bomb ha assegnato 2 stelle su 5 a causa del suo predecessore per DS. Afferma che i livelli sono troppo facili e lineari, con oggetti troppo facili da collezionare e non gli è piaciuto il fatto che Kirby non potesse assumere le abilità dei nemici. Afferma inoltre che i combattimenti contro i Boss erano frustranti e ripetitivi.
IGN ha trovato il gioco molto più divertente, assegnandogli 8/10. Ha apprezzato la varietà del gioco, trovando piacevoli le varie forme che Kirby può assumere. IGN ha lodato le animazioni, come le impronte sulla creta, ma è rimasto deluso dal fatto di concentrarsi sul GamePad, invece di un televisore. Conclude dicendo che Waddle Dee fu una buona scelta di inserimento, anche se non aggiunge molta esperienza.
Hardcore Gamer ha assegnato al gioco un voto di 4.5/5, definendolo:

### Vendite
Una settimana dopo la pubblicazione in Giappone, Kirby e il pennello arcobaleno ha venduto oltre 30 000 unità. Un mese dopo l'uscita, sempre in Giappone, il gioco ha venduto quasi 60 000 unità.